# フラミ川
フラミ川（フラミがわ、グルジア語: ხრამი、グルジア語ラテン翻字: Khrami、アゼルバイジャン語: Anaxatır）は、ジョージア東部を流れる川で、クラ川の支流である。上流ではクツィアス川（グルジア語: ქციას、グルジア語ラテン翻字: Ktsias）と呼ばれている。トリアレティ山脈の深い峡谷を源流とする。全長は201キロメートルで、流域面積は8340平方メートル。平均水量は51立方メートル毎秒、最大で448立方メートル毎秒である。主に雪解け水が水源であり、灌漑に利用されている。流域にはツァルカ貯水池と3つの水力発電所がある。フラミ川の支流として、デベダ川とマシャヴェラ川がある。